# Swagger (album Flogging Molly)
Swagger – pierwszy album studyjny grupy Flogging Molly, wydany 7 marca 2000 roku.
W niektórych krajach utwór "Sentimental Johnny" zastąpiono hiszpańską wersją "Juan El Sentimental".

## Spis utworów
1. "Salty Dog" - 2:21
2. "Selfish Man" - 2:54
3. "The Worst Day Since Yesterday" - 3:38
4. "Every Dog Has Its Day" - 4:24
5. "Life in a Tenement Square" - 3:11
6. "The Ol' Beggars Bush" - 4:34
7. "The Likes of You Again" - 4:33
8. "Black Friday Rule" - 6:57
9. "Grace of God Go I" - 1:55
10. "Devil's Dance Floor" - 3:59
11. "These Exiled Years" - 5:15
12. "Sentimental Johnny" - 4:47
13. "Far Away Boys" - 5:06